# Nancy Drew et l'escalier secret
Cet article concerne l'adaptation de 1939. Pour le roman original, voir Alice au manoir hanté. Pour l'adaptation de 2019, voir Nancy Drew and the Hidden Staircase (film, 2019).
Série Nancy Drew (1938)
Nancy Drew... Trouble Shooter
(1939)
Pour plus de détails, voir Fiche technique et Distribution.
Nancy Drew et l'escalier secret (Nancy Drew and the Hidden Staircase) est un film américain en noir et blanc réalisé par William Clemens, sorti en 1939.
Adapté de la série littéraire Alice de Caroline Quine, le film est le quatrième et dernier volet de la tétralogie (entièrement réalisée par William Clemens) mettant en scène Bonita Granville dans le rôle de Nancy Drew. Ce dernier volet s'inspire librement du deuxième roman de la série : Alice au manoir hanté.

## Synopsis
Les sœurs Turnbull souhaitent faire don de leur manoir à un hôpital pour enfants ; néanmoins, une clause dans le testament de leur père stipule que au moins l'une d'entre elles doit rester dans le manoir chaque nuit pendant vingt ans avant de pouvoir en hériter réellement.
Alors qu'il reste deux semaines avant que les Turnbull puissent enfin hériter du manoir et en faire don, d'étranges événements commencent à se produire au manoir. Nancy Drew va se charger de résoudre ce qui semble être une affaire de ... maison hantée !

## Fiche technique
- Titre français : Nancy Drew et l'escalier secret
- Titre : Nancy Drew and the Hidden Staircase
- Réalisation : William Clemens
- Scénario : Kenneth Gamet, d'après Alice au manoir hanté de Caroline Quine
- Direction artistique : Ted Smith
- Montage : Louis Hesse
- Photographie : L. William O'Connell
- Musique : Heinz Roemheld
- Costumes : Milo Anderson
- Producteurs : Bryan Foy
- Sociétés de production et de distribution : Warner Bros. Pictures
- Pays de production :  États-Unis
- Langue : anglais américain
- Format : noir et blanc — 1.37 : 1 — son : mono
- Genre : policier
- Durée : 60 minutes
- Dates de sortie :
  - États-Unis : 9 septembre 1939
  - France : 21 janvier 1948

## Distribution
- Bonita Granville : Nancy Drew
- Frankie Thomas : Ted Nickerson
- John Litel : Carson Drew
- Frank Orth : capitaine Tweedy
- Renie Riano (en) : Effie Schneider
- Vera Lewis : Rosemary Turnbull
- Louise Carter : Floretta Turnbull
- William Gould : Daniel Talbert
- George Guhl : Smitty
- Don Rowan : Phillips
- John Ridgely : un reporter
- William Hopper : un reporter
- Creighton Hale : un reporter
- Frank Mayo : un photographe dans la tribune
- Dick Elliott : McKeever